# Nowiny Wielkie (przystanek kolejowy)
Nowiny Wielkie – przystanek osobowy w Nowinach Wielkich, w województwie lubuskim, w Polsce. Według klasyfikacji PKP ma kategorię dworca lokalnego.
Budynek dworcowy wybudowano w roku 1857. W lutym 2024 przeszedł znaczącą modernizację, polegającą wymianie stolarki okiennej i drzwiowej, odnowieniu holu-poczekalni – m.in. wyposażeniu w elektroniczne tablice rozkładowe i nowe ławki – oraz remoncie toalet. Ponadto obiekt został przystosowany do osób niepełnosprawnych.

## Ruch pasażerski
| Rok  | Wymiana pasażerska na dobę |
| ---- | -------------------------- |
| 2017 | 150-199                    |
| 2022 | 150-199                    |